# Túnel de Bielsa-Aranhoet

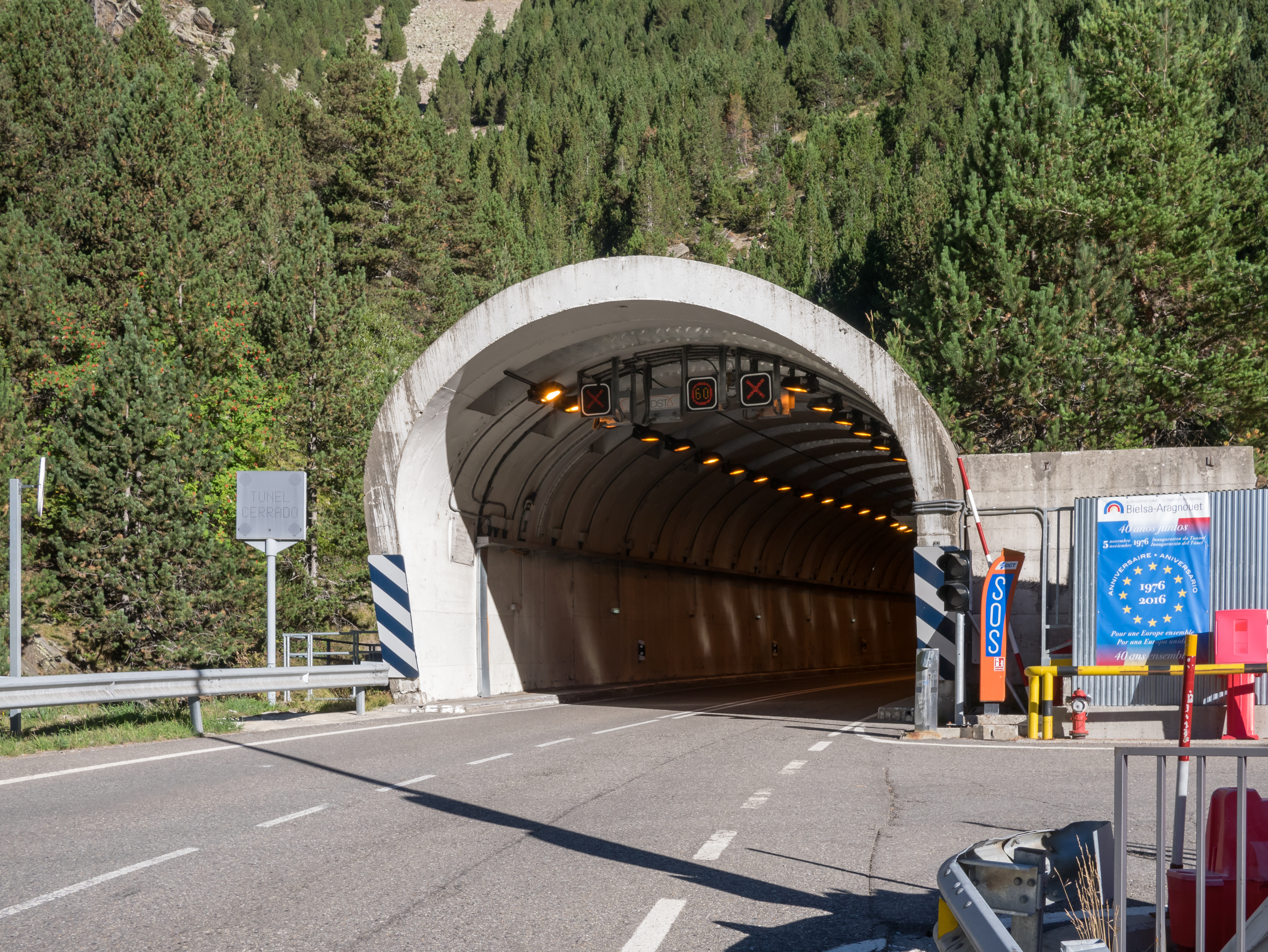
Entrada d'Espanya.

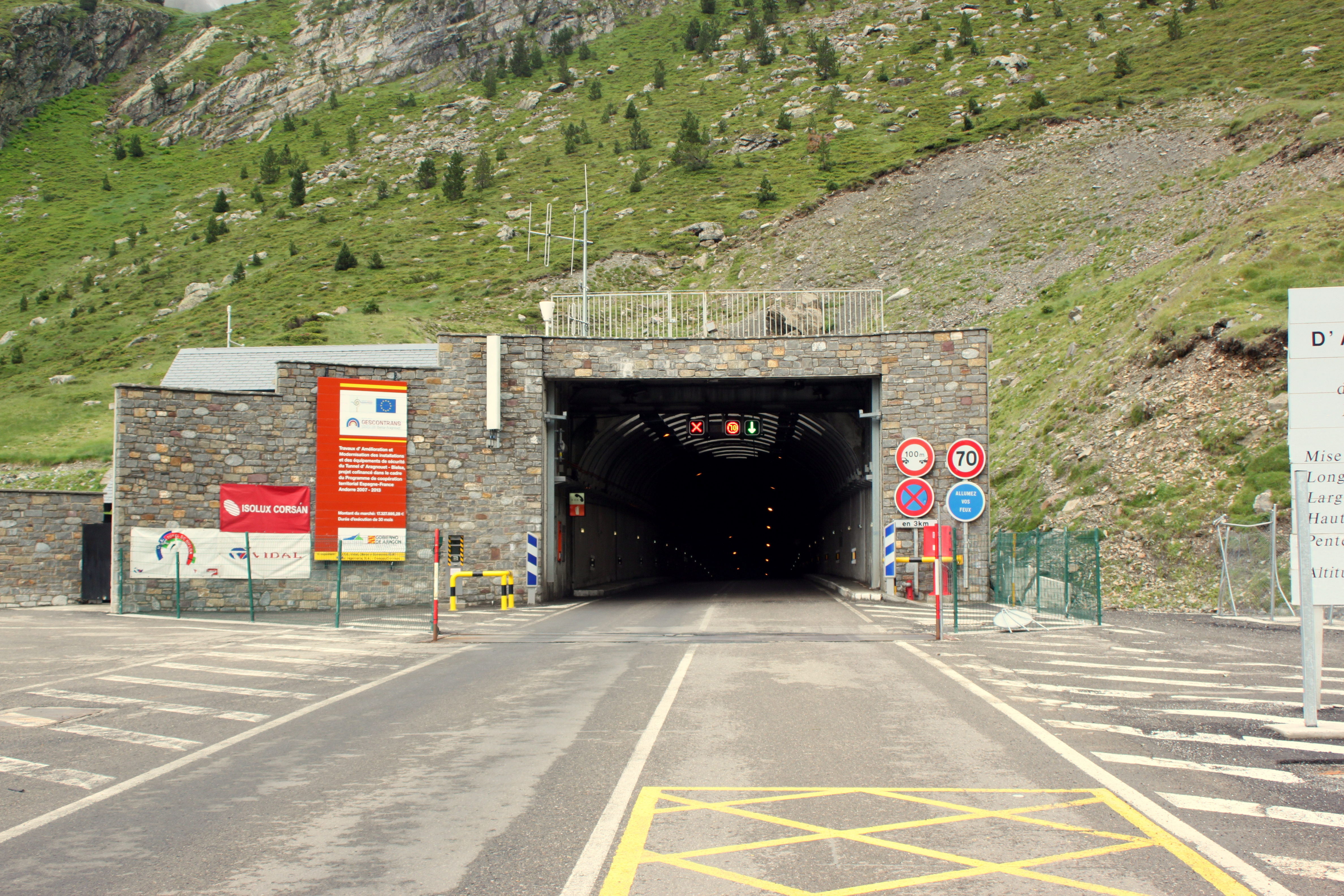
Entrada de França.

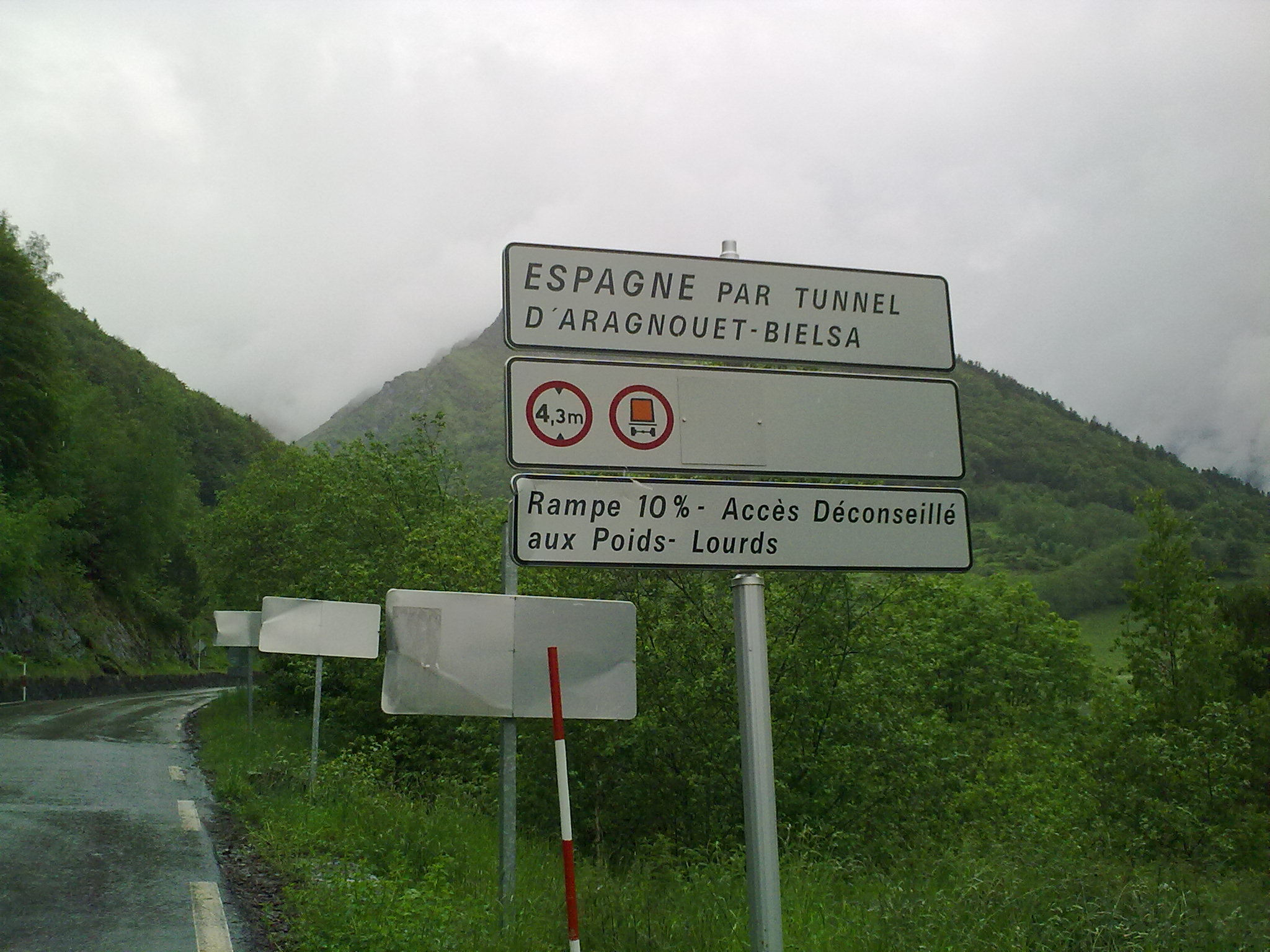
Panell informatiu a l'entrada del túnel de França.

El túnel de Bielsa-Aranhoet és un túnel viari internacional situat al Pirineu central. Uneix la vall de Bielsa, al sud, amb la d'Aura, al nord.

## Història
Va ser construït gràcies a un conveni internacional entre el Govern espanyol i el Consell General del departament dels Alts Pirineus durant la dècada dels anys 70. El batlle de la localitat de Sent Lari e Sola, Vincent Mir, va ser el seu principal propulsor. Després de diverses demores a causa d'alguns problemes, el túnel va ser posat en servei l'octubre de l'any 1976.
Els rigors del clima pirinenc i la falta d'atenció per part de les autoritats espanyoles i franceses van deteriorar molt el túnel, per la qual cosa a començament del segle xxi es van fer obres de reforçament i es va millorar la seguretat gràcies a la instal·lació d'un semàfor que impedeix que dos camions es creuin a l'interior del túnel. L'any 2008 la Comunitat Autònoma d'Aragó i el departament d'Alts Pirineus van signar un acord per formar un consorci que gestiona de manera conjunta tant el túnel internacional com diversos quilòmetres (4,5 km de la carretera autonòmica A-138 a Espanya i 6,1 km de la carretera departamental D 118 a França) de les carreteres que serveixen d'accés al mateix des de tots dos països; la seva comesa principal és la neteja hivernal per mantenir obert el pas.
La solució definitiva per al túnel de Bielsa seria de construir un segon tub, de manera que cadascun dels túnels fos unidireccional; no obstant això, no hi ha inquietud per ampliar el túnel en cap dels costats fronterers. A més, l'estat francès pretén derivar part del tràfic pirinenc de la carretera al ferrocarril, i el vessant francès és una zona protegida amb una carretera de caràcter secundari.

## Característiques
És un túnel d'un sol tub de doble adreça amb una longitud de 3.070 metres, dels quals 1.298 es troben a Espanya i 1.772 a França. L'embocadura del costat espanyol és a 1.664 metres d'altitud, l'embocadura francesa a 1.821 metres. A causa de l'altitud és un túnel que se sol tancar a la circulació amb certa freqüència durant l'hivern.